# Hrudní koš

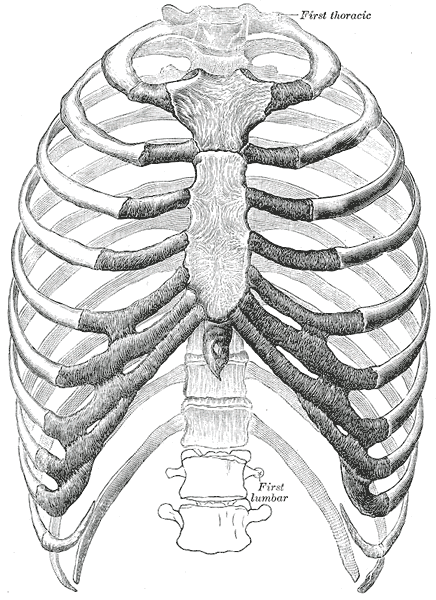
Lidský hrudní koš

Hrudní koš (cavitas thoracis, též cavea thoracis) je soustava kostí obepínajících hrudní dutinu obratlovců. Je tvořen především žebry a doplněn hrudní páteří a hrudní kostí. Hlavní funkcí hrudního koše je ochrana vnitřních orgánů uložených v hrudníku. U suchozemských obratlovců dále umožňuje dýchání, neboť se na něj upínají důležité dýchací svaly. Hrudní dýchání je například zcela zásadní pro plazy, u nichž obvykle chybí bránice. Výjimkou jsou želvy, jejichž hrudní koš je zcela přirostlý ke krunýři a dýchání se uskutečňuje odlišnými mechanismy. Ptáci a savci používají hrudní koš k dýchání vždy alespoň částečně.

## Anatomie člověka
Lidský hrudní koš je charakteristicky klenutý útvar, jehož dutina je obemknuta 12 páry žeber, 12 hrudními obratli a vpředu dále hrudní kostí. U plodů je hrudník kuželovitý (nahoru se zužující), větší v předozadním směru. U novorozenců má cca kruhový průřez a až postupně (díky vzpřímenému postavení) nabývá typického předozadně zploštělého tvaru, přičemž páteř prominuje směrem do dutiny hrudního koše. Existuje však celá řada odchylek ve tvaru hrudního koše, např. dlouhý (astenický) hrudník či soudkovitý hrudník. V horní části se nachází otvor apertura thoracis superior, ohraničený prvním hrudním obratlem, prvním párem žeber a vrcholem hrudní kosti. V dolní části se nachází apertura thoracis inferior, který je obepnut dvanáctým hrudním obratlem, posledním párem žeber a spodinou hrudní kosti.